# ラジオガァデン

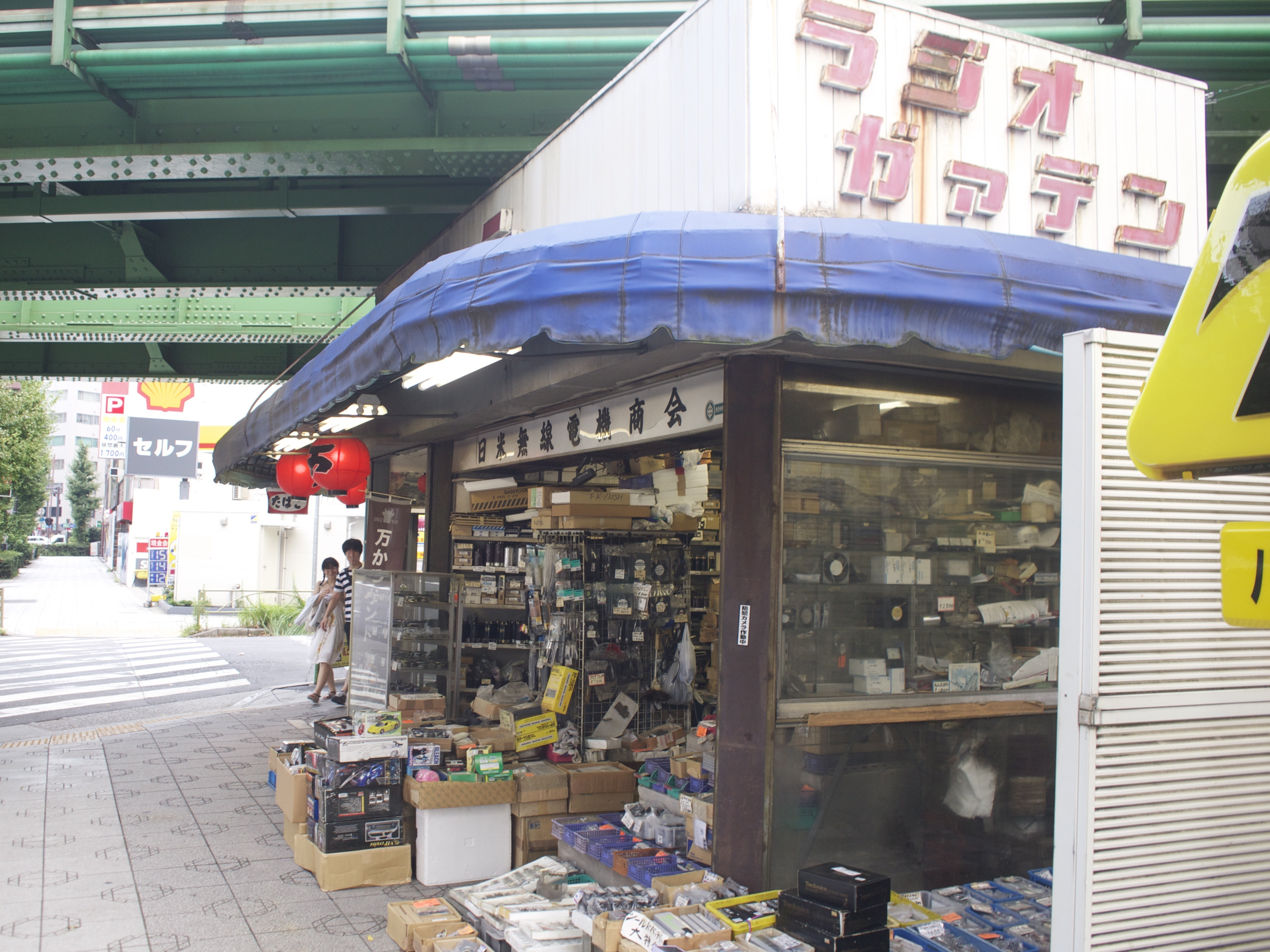
ラジオガァデン（2012年9月）

ラジオガァデンとは、東京・秋葉原にある商業施設である。所在地は東京都千代田区神田須田町一丁目25。

## 概要
ラジオガァデンは、万世橋の近く、中央本線 旧・万世橋駅付近の高架下に立地している。
占領軍の露店撤廃令により、神田駅 - 神田須田町 - 神田小川町エリアの電気部品の露天商が移転してくる形で1950年に開業。この由来は、秋葉原ラジオセンターや東京ラジオデパート等と同様である。
名前の通りかつては電子部品店が多数入居していたが、閉店が相次ぎ一時期はほとんどの区画がシャッターを下ろしている状況であった。2009年に肉の万世が直売所を開店して以降は異業種の開店が続いている。

## 営業している店舗
- 萩原電材[1]
- 肉の万世 ラジオガァデン直売所 (2019年1月29日現在 休業中)
- ラジオガァデン画廊 / 二胡工房 光舜堂（毎週日曜日のみ）[2]
- 苔むすアートミュージアム [3]

### 参考：1980年代末時点での店舗
1989年出版の文献をもとにした
- 日米無線電機商会
- 丸三電気
- ベルデン商会
- マブチ電材
- 富士無線商会
- 篠塚電機
- 三誠電気
- 萩原電材